# (三甲基硅基苯)三羰基铬
(三甲基硅基苯)三羰基铬是一种有机铬化合物，化学式为C12H14CrO3Si。它可由苯三羰基铬锂化后和三甲基氯硅烷反应制得：
六羰基铬和三甲基硅基苯在惰性溶剂中回流反应，也能得到(三甲基硅基苯)三羰基铬。

## 反应
它在氧气气氛中和苯甲醛、氢化钾、18-冠-6在二甲基甲酰胺中反应，可以得到(二苯甲酮)三羰基铬。